# Bach an der Donau
Bach an der Donau är en kommun och ort i Landkreis Regensburg i Regierungsbezirk Oberpfalz i förbundslandet Bayern i Tyskland.
Kommunen ingår i kommunalförbundet Donaustauf tillsammans med köpingen Donaustauf och kommunen Altenthann.